# Alberto Rojo Miró
Alberto Rojo Miró (fl. XX secolo) è stato un arbitro di calcio argentino.

## Carriera
Nella Primera División 1930 debuttò in massima serie: il primo incontro da lui diretto fu Lanús-San Fernando, il 15 giugno 1930. Prese parte, poi, alla Primera División 1931, la prima edizione professionistica del campionato argentino, organizzata dalla Liga Argentina de Football. In tale competizione debuttò il 7 giugno 1931, al 3º turno, arbitrando Boca Juniors-Quilmes: al termine del torneo contò 2 presenze. Continuò l'attività a livello nazionale almeno fino al 1933. In quell'annata fu oggetto di una contestazione: durante la gara tra San Lorenzo e Gimnasia La Plata convalidò un gol del San Lorenzo, nonostante il pallone non avesse varcato la linea di porta; i giocatori del Gimnasia reagirono mettendosi a sedere in campo, consentendo agli avversari di portare il risultato sul 7-1; in seguito a questi avvenimenti Rojo Miró sospese l'incontro.